# Estorf (Stade)
Estorf is een gemeente in de Duitse deelstaat Nedersaksen. De gemeente maakt deel uit van de Samtgemeinde Oldendorf-Himmelpforten in de Landkreis Stade. Estorf telt 1.432 inwoners.
De gemeente Estorf bestaat uit de dorpen Estorf, Gräpel en Behrste. Middelen van bestaan zijn de landbouw en enig bescheiden fietstoerisme. Door de gemeente loopt de toeristische fietsroute Deutsche Fährstraße (Duitse Veerpontenroute).

## Geografie
Gräpel ligt aan de rivier de Oste, 2 kilometer ten west-zuidwesten van Estorf zelf; beide dorpen hebben naar schatting ongeveer 650 inwoners. Behrste is aanzienlijk kleiner en ligt circa 4 km ten zuiden van de andere twee dorpen.
Bij Gräpel kunnen voetgangers en fietsers in het toeristenseizoen een met de hand te bedienen gierpont over de Oste gebruiken om in Ostendorf, gemeente Bremervörde, te komen. Bij het veer bevindt zich een populair café-restaurant. Meestal kan men een bel luiden, waarna iemand de oversteek verzorgt.
Enkele kilometers ten zuidoosten van Estorf ligt een uitgestrekt, moerassig hoogveengebied met de naam Hohes Moor. Het gebied is een 862 hectare groot natuurreservaat, zie onderstaande link. Sinds 2001 wordt er aan natuurherstel gedaan d.m.v. vernatting, het onder water zetten van afgegraven stukken veen.

## Geschiedenis
In het jaar 1111 worden Estorf en Gräpel voor het eerst, als Esgkethorp respectievelijk Grupilinga, in documenten vermeld.
Gräpel was tussen circa 1750 en 1950 zetel van een aantal kleine scheepswerven en éénmans-rederijen, die over één binnenvaartschip of kustvaarder beschikten. Vooral landbouwproducten en vrachten turf werden over de Oste en de Elbe, waar de Oste in uitmondt, in alle richtingen getransporteerd. Gräpel had tot circa 1960 een niet onbelangrijke, van steigers en relingen van rijsdammen gemaakte binnenhaven (Stackbuschhafen) aan de Oste, waar kleine vrachtscheepjes over ligplaatsen voor de winter konden beschikken.
Een ietwat bizarre traditie is na de Tweede Wereldoorlog ontstaan. In het verreweg grootste deel van Duitsland wordt vaderdag op dezelfde dag gevierd als Hemelvaartsdag. Groepjes mannen vieren dit in deze streek met een feest, waarbij de heren o.a. een rondrit in een paard-en-wagen maken. Het feest wordt dan soms, rijkelijk met bier overgoten, afgesloten in een horecagelegenheid. Het café-restaurant aan de Oste bij het veer Gräpel - Ostendorf is één van de populairste gelegenheden voor dit soort feesten in de wijde omtrek. Het is wel eens voorgekomen, dat duizend mannen hier zo'n feest meevierden.

## Afbeeldingen

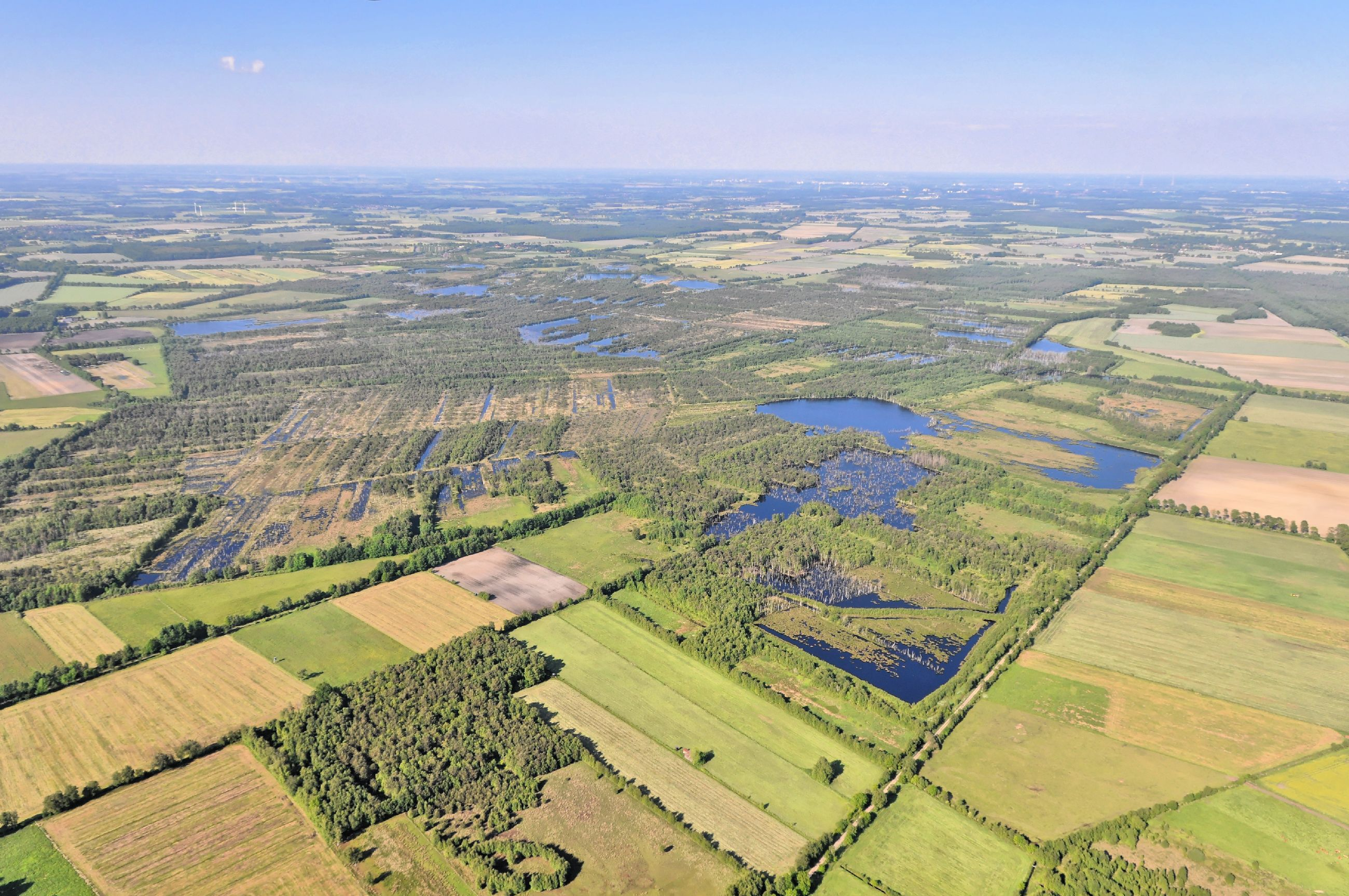
Luchtfoto (2013) van de venen bij Estorf
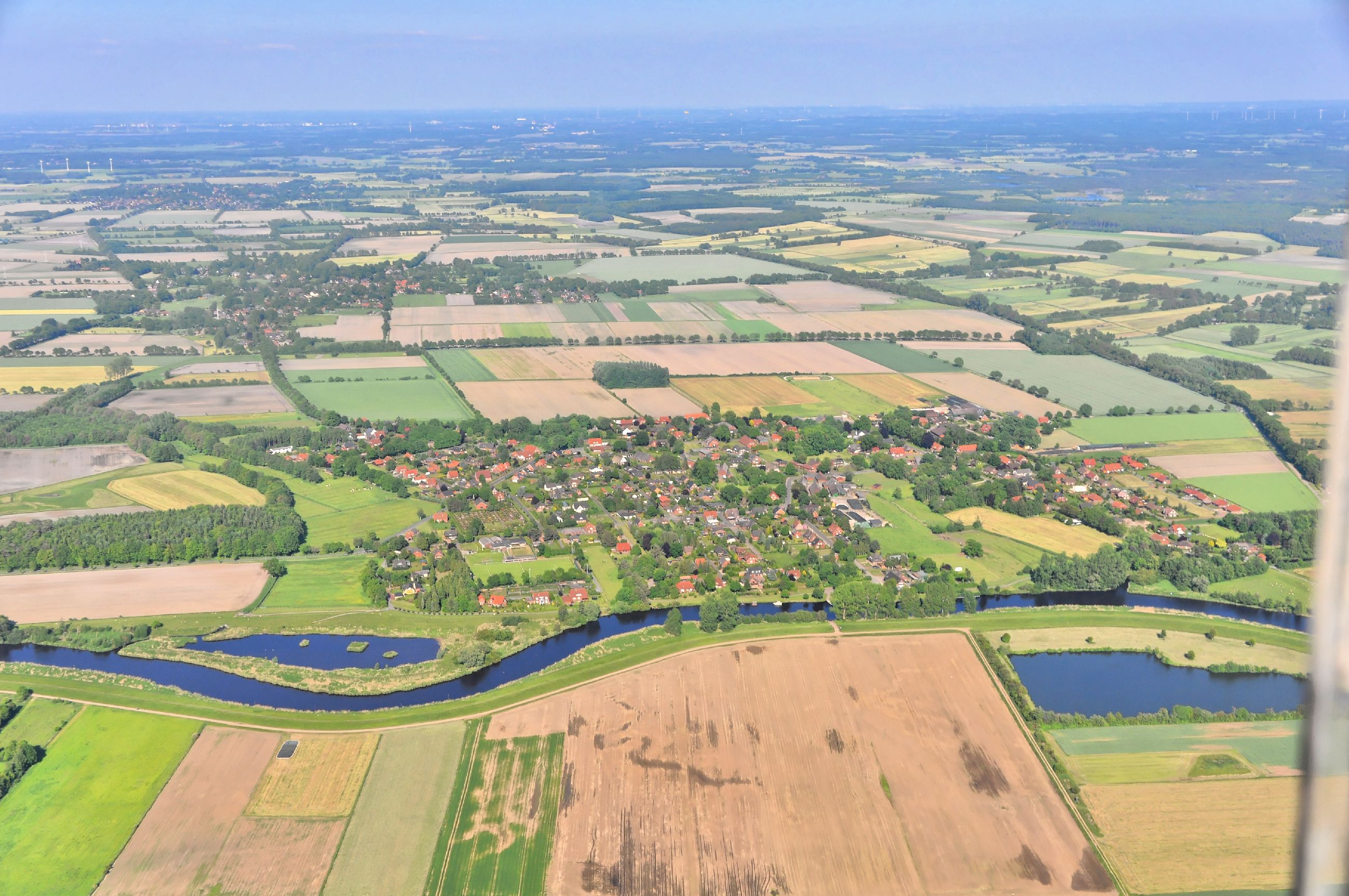
Idem, Gräpel. Op de voorgrond de Oste.
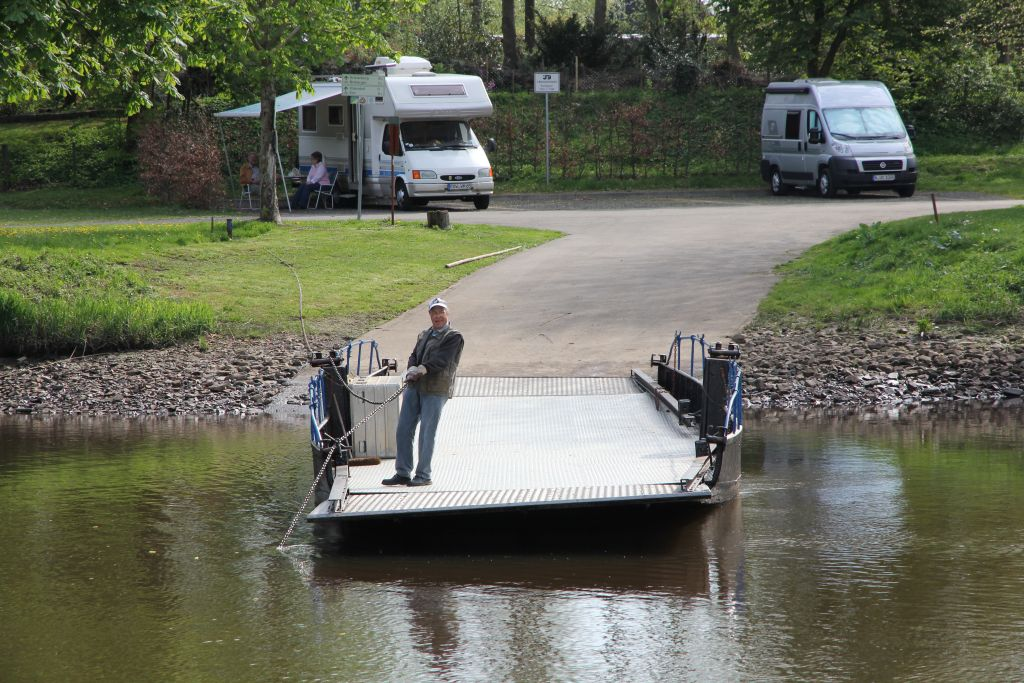
Veerpont over de Oste Gräpel-Ostendorf v.v.